# ピジョン島国立公園
ピジョン島国立公園（ぴじょんとうこくりつこうえん、タミル語: புறாத்தீவு தேசிய பூங்கா、英語: Pigeon Island National Park）は、スリランカ北東部にある国立公園。スリランカでも有数のサンゴ礁を持つ海洋公園である。

## 概要
ピジョン島国立公園は、スリランカ東部州の州都トリンコマリーから北に約15 kmの海沿いの町ニラヴェリの、沖合1 kmほどの島に位置する。ピジョン島という名前はこの島に住み着いているカワラバト（ピジョン）に由来する。公園内にはスリランカでも有数のサンゴ礁が残されている。ピジョン島が保護区に指定されたのは1963年のことで、2003年にはスリランカで17番目の国立公園として認定された。ピジョン島は植民地時代、射撃場として用いられていた。

## 地形
ピジョン島は大ピジョン島と小ピジョン島、二つの島から構成される。大ピジョン島は長さ200 m、幅100 mほどの大きさで、周囲をサンゴ礁に覆われている。小ピジョン島は岩礁に囲まれている。ピジョン島はスリランカの乾燥地帯（ドライゾーン）に位置しており、年間の平均気温は27.0℃前後である。年間の平均降水量は1,000~1,700 mmで、その大半は10月から3月にかけての北東モンスーンの時期に降雨する。

## 生物相
大ピジョン島のサンゴの植生としてはAcropora類とMontipora類が支配的である。Faviidae、Mussidae、Poritidae種は岩礁の周囲のサンゴ礁で優勢である。また周辺ではソフトコーラルのSinulariaやLobophyton、Sarcophytonといったものも見ることができる。こうしたサンゴ礁には多くの脊椎動物・無脊椎動物が生息している。 公園内では、トリンコマリー周辺に生息する100種のサンゴやサンゴ礁に生息する300種の魚のうち多くを発見することができる。浅いサンゴ礁ではツマグロを見かけることがあり、またタイマイ、アオウミガメ、ヒメウミガメといったサンゴ礁のウミガメも訪れている。島の陸上では、名前の由来となったカワラバトが繁殖している。